# Claudio Maniago
Claudio Maniago (Florença, 8 de fevereiro de 1959) é um arcebispo católico italiano, eleito arcebispo de Catanzaro-Squillace desde 29 de novembro de 2021.

## Biografia
Ele nasceu em Florença, capital da província e arcebispado, em 8 de fevereiro de 1959.

### Formação e ministério sacerdotal
Depois do ensino médio clássico, ele entra no seminário maior, cursando o estudo teológico florentino. Aluno do Almo Collegio Capranica, obteve a licenciatura em liturgia na Pontifício Ateneu Santo Anselmo.
Em 19 de abril de 1984 foi ordenado sacerdote pelo arcebispo Silvano Piovanelli (posteriormente cardeal).
De 1987 a 1994 foi reitor do seminário menor, diretor do centro diocesano vocacional e membro do conselho pastoral diocesano e assistente eclesiástico do Serra Club.
Em 1988 ele se tornou mestre de cerimônias do arcebispo de Florença e começou a ensinar liturgia na faculdade de teologia da Itália central; em 1991 foi diretor do ofício litúrgico diocesano e membro da comissão dos ordenandos.
Em 1994 tornou-se pró-vigário geral da arquidiocese metropolitana, moderador da cúria arquiepiscopal e cônego honorário da catedral de Santa Maria del Fiore. Em 2001 foi nomeado Vigário-geral da Arquidiocese de Florença.

## Ministério episcopal

### Bispo Auxiliar de Florença
Em 18 de julho de 2003, o Papa João Paulo II o nomeou bispo auxiliar de Florença e bispo titular de Satafi. No dia 8 de setembro seguinte recebeu a ordenação episcopal, na catedral de Santa Maria del Fiore, do cardeal Silvano Piovanelli, dos co-consagradores arcebispo Ennio Antonelli (posteriormente cardeal) e d. Gualtiero Bassetti (posteriormente arcebispo e cardeal). Na época de sua nomeação episcopal, com apenas 44 anos de idade, ele era o bispo mais jovem da Itália.
Em Florença está no centro da polémica, porque é acusado, pelas vítimas de padre Lelio Cantini, de ter ignorado e tentado encobrir os casos de pedofilia do mesmo padre, o seu pai espiritual. As alegações se revelam infundadas e, portanto, nunca foram investigadas. Em 2007, ele foi acusado por um jovem gay, Paolo Chiassoni, de ter participado, junto com outros padres, de festas homossexuais na luz vermelha.
Em 2008, o novo arcebispo de Florença, Giuseppe Betori, o confirmou Vigário Geral da Arquidiocese.

### Bispo de Castellaneta
Em 12 de julho de 2014, o Papa Francisco o nomeia bispo de Castellaneta; ele sucede a Pietro Maria Fragnelli, anteriormente nomeado bispo de Trapani. Em 14 de setembro ele toma posse da diocese.
Em 21 de maio de 2015, a Conferência Episcopal Italiana, reunida em assembleia geral, elegeu-o presidente da Comissão Episcopal para a Liturgia, enquanto em 3 de outubro foi nomeado pelo Conselho Episcopal Permanente do CEI, presidente do Centro de Ação Litúrgica. Termina esses mandatos, por expiração natural, de acordo com os estatutos da mesma Conferência Episcopal, em 26 de maio de 2021; Gianmacro Busca, bispo de Mântua, o sucede.
Em 28 de outubro de 2016, o Papa Francisco o nomeia membro da Congregação para o Culto Divino e Disciplina dos Sacramentos  e, em março de 2021, ele recebe o cargo de visitante desse dicastério do mesmo pontífice.

### Arcebispo Metropolitano de Catanzaro-Squillace
Em 29 de novembro de 2021, o Papa Francisco o nomeia arcebispo metropolitano de Catanzaro-Squillace; ele sucede a Vincenzo Bertolone, que renunciou no dia 15 de setembro anterior. Em 9 de janeiro de 2022, ele assumirá a posse da arquidiocese.
Desde 26 de setembro de 2024 exerce o cargo de administrador apostólico de Crotone-Santa Severina.